# Мисько Валентин Вікторович
Валентин Вікторович Мисько (нар. 4 липня 1939, с. Будилівка, Радомишльський район (нині — Житомирський район), Житомирська область — пом. 24 квітня 2014) — український поет, журналіст.

## Біографія
Народився 14 липня 1939 року в с. Будилівка Радомишльського району Житомирської області в родині ветеринарного фельдшера. Здобувши середню освіту в Гуто-Потіївській школі (сусіднє село за вісім кілометрів від Будилівки), закінчив Житомирську технічне училище № 2, де отримав фах електромеханіка. А потім була армійська служба на Крайній Півночі та Новій Землі.
Трудився на лісоповалі на Соловках, електрослюсарем у Дніпропетровську, в геологорозвідці на Прикарпатті, будівельником у Харкові. Понад тридцять років, здобувши вищу журналістську освіту в Києві, поет працював у газетах Слобожанщини і Полісся. Тривалий час був редактором володарсько-волинської районної газети «Прапор» на Житомирщині.
Валентин Мисько почав друкувати свої вірші в шкільні роки, в десятому класі, в Потіївській районній газеті (цей район було розформовано у 1959 році). Коли був на армійській службі, то публікувався в окружній газеті (Північний воєнний округ). Після звільнення з армії в запас, працюючи в Дніпропетровську, друкував свої вірші, кореспонденції, нариси в обласній комсомольській газеті «Прапор юності». Загалом опублікував вірші з п'ятнадцять.
Далі, працюючи у Харкові, добірки поезій вміщали журнали «Дніпро», «Прапор» (теперішній «Березіль»), «Жовтень» (нинішній «Дзвін»), «Ранок», «Україна».

## Літературна творчість
У 1970 році добірку своїх поезій Валентин Мисько видрукував у колективній збірці у харківському видавництві «Прапор» з назвою «Голоси молодих». Далі публікував свої вірші (1969 р.) в щоквартальнику «Поезія» (видавництво «Радянський письменник»), у «Вітрилах-70» (видавництво «Молодь»). В середині вісімдесятих років минулого століття побачила світ перша поетична книга «Березовий відсвіт» у видавництві «Радянський письменник». На даний час видав двадцять дві поетичні й прозові книги.
Добірки віршів В. Миська у перекладах виходили білоруською, російською та польською мовами. Є у нього переклади з братніх слов'янських мов. Валентин Мисько нагороджений Грамотою Національної спілки письменників України за вагомий вклад в українську літературу, активну участь у громадській діяльності, у відродженні культури і духовності рідного народу. Нині перебуває на заслуженому відпочинку.